# Vyhodnocení vlivů na životní prostředí
Posuzování vlivů záměrů na životní prostředí (EIA, anglicky environmental impact assessment) je označení pro proces (respektive studii), jehož cílem je získat představu o výsledném vlivu stavby na životní prostředí a vyhodnocení, zda je z tohoto ohledu vhodné ji realizovat, resp. za jakých podmínek je realizace akceptovatelná. Proces nepodléhá správnímu řádu (a nelze se proti němu odvolat). Studii EIA musí mít a přiložit ji k žádosti o realizaci všechny velké stavby a všechny podniky s výrazným dopadem na přírodu (továrny, spalovny atd.). EIA byla v českém zákonodárství poprvé zavedena zákonem České národní rady č. 244/1992 Sb. o posuzování vlivů na životní prostředí (1992). V současné době ji upravuje zákon č. 100/2001 Sb. o posuzování vlivů na životní prostředí. EIA je součástí zákonodárství i řady dalších států, mimo jiné USA a všech států Evropské unie.
Termín posuzování vlivů záměrů na životního prostředí je český překlad pro anglický výraz Environmental Impact Assessment, z kterého vznikla zkratka EIA.
Jedná se o proces, jenž si klade za cíl určit, jaký vliv bude mít konkrétní stavba nebo jiný projekt na obyvatelstvo a životní prostředí. Princip tohoto řízení spočívá v tom, že připomínky a námitky k danému projektu může vznést kdokoli z veřejnosti, čímž by mělo být zajištěno skutečně objektivní posouzení problému a mělo by být zabráněno případným negativním dopadům.

## Legislativa
EIA je zakotvena v zákonech řady zemí světa, vč. některých rozvojových. První zákon o EIA vstoupil v platnost ve Spojených státech amerických již v roce 1969 pod názvem US NEPA. Na mezinárodní úrovni tuto problematiku upravuje Úmluva o posuzování vlivů na životní prostředí přesahující státní hranice, která byla v roce 1991 sjednána Evropskou hospodářskou komisí OSN ve finském Espoo. Espoo konvence, jak bývá tato úmluva také označována, vstoupila v platnost až v roce 1997. Podepsána byla všemi členskými zeměmi EU, ne všechny jí však ratifikovaly. Konkrétně to byly Německo, Francie, Portugalsko a Irsko.
První zákon u nás, který se zabýval posuzováním vlivů na životní prostředí, byl přijat v roce 1992, vycházel z americké legislativy a na svou dobu byl velmi pokrokový. V dnešní době tuto problematiku řeší zákon č. 100/2001 Sb., který platí od 1. 1. 2002. Ten původní zákon rozšířil a některé body upřesnil. Do zákona č. 100/2001 Sb. byla rovněž promítnuta směrnice 85/337/EHS, ve znění pozdějších předpisů. Od 1.4. 2015 byl původní zákon č. 100/2001 Sb. novelizován zákonem č. 39/2015 Sb.
Výraznou změnou, kterou novela přináší, je například lepší zapojení veřejnosti do celého procesu, kdy je snaha zapojit veřejnost v nejranější fázi realizace záměru, tedy v době jeho přípravy. V zákonem stanovených lhůtách se k záměru, jež je předmětem posuzování vlivů na životní prostředí, může vyjádřit kdokoliv. Nevládní organizace zaměřené na ochranu životního prostředí se navíc mohou stát účastníky řízení, pakliže existují déle než 3 roky nebo sesbírají 200 podpisů občanů. Environmentální nevládní organizace budou mít dále možnost podat odvolání a následně žalobu proti  vydaným povolením, která jsou výsledkem navazujících řízení, a to i v případě, že se těchto povolovacích procesů neúčastnily..
Dále v zákoně přibylo povinné zveřejňování záměru na internetu v Informačním systému EIA. Nikoliv jen na úřední desce příslušného úřadu, jak tomu bylo dříve. Za významný posun vpřed může být považován i fakt, že se zpracovatelem posudku nejedná přímo sám investor, ale ministerstvo, které potom investorovi pouze vyúčtuje náklady, to zajisté vede k omezení možného ovlivnění odborných posudků.

## Rozsah a předmět posuzování
Podle zákona spadají do rozsahu posuzování všechny projekty, které by mohly mít negativní dopad na veřejné zdraví, rostliny a živočichy, ekosystémy, půdu, ovzduší, ale i na kulturní památky, přírodní zdroje nebo majetek. Oproti původnímu zákonu, ten stávající udává přesnější seznam konkrétních záměrů, které by měly být hodnoceny. Ty jsou uvedeny v příloze č. 1 tohoto zákona a rozděleny do dvou kategorií podle závažnosti svého dopadu. První kategorie obsahuje záměry, které podléhají posouzení vždy. Jedná se například o rozsáhlé zásahy do krajiny jako je odlesňování nebo výstavba vodních nádrží, dále stavby silnic a dálnic, těžby nerostných surovin, průmyslové závody, cementárny nebo rafinerie. Druhá kategorie zahrnuje záměry, vyžadující zjišťovací řízení. Do ní spadají například potravinářské výroby, sklady, lanové a tramvajové dráhy či rekreační objekty a zařízení.
Při posuzování záměru se hodnotí nejen současný stav dané lokality a přímý dopad výstavby na ni, ale i vlivy vzniklé během přípravy, výstavby, provádění a případného likvidování záměru.

## Průběh procesu EIA
Celý průběh řízení je v zákoně podrobně popsán. Proces zahajuje oznámení, které je povinna každá firma mající v plánu uskutečnit projekt spadající do některé z kategorií uvedených v příloze zákona, doručit příslušnému úřadu (případně Ministerstvu životního prostředí, jde-li projekt zasahující na území více krajů). Oznámení by mělo splňovat všechny náležitosti stanovené přílohou daného zákona č. 3: údaje o navrhovateli, o záměru, o životním prostředí v dotčeném místě, o vlivech projektu na životní prostředí a veřejné zdraví, případně porovnání různých variant řešení. Pokud je splňuje, zajistí příslušný úřad do sedmi pracovních dnů zveřejnění informací na své úřední desce a na internetu a zašle toto oznámení všem dotčeným úřadům. Pro zveřejňování na internetu se využívá Informační systém EIA . Od tohoto okamžiku začíná plynout dvacetidenní lhůta, během které se může kdokoli k záležitosti vyjádřit. Připomínky, které by byly doručeny úřadu až po uplynutí této lhůty, není úřad povinen brát v potaz.
Další krok procesu tvoří zjišťovací řízení. Probíhá na základě oznámení a obdržených vyjádření a má za cíl specifikovat informace, které budou požadovány v dokumentaci k záměru, případně určit zda budou vůbec vlivy na životní prostředí posuzovány. Tento druhý případ, kdy by záměr nemusel být vůbec posuzován, se týká projektů, které spadají do druhé kategorie v příloze zákona, tedy ty které vyžadují pouze zjišťovací řízení.
Na základě zjišťovacího řízení je zpracována dokumentace. Úřad má opět povinnost ji po obdržení zveřejnit a doručit příslušným úřadům, tentokrát do deseti pracovních dnů. Lhůta na doručení vyjádření k dokumentaci je stanovena na třicet dní. Na základě dokumentace se zpracovává posudek. Úřad zajistí zpracovatele posudku, tím je autorizovaná osoba, jejich seznam je uveden na webu Ministerstva životního prostředí. Na zpracování posudku nesmí pracovat žádná osoba, která se podílela na oznámení nebo na dokumentaci.
Zpracování může trvat maximálně devadesát dní, načež má opět úřad deset dní na zveřejnění, od jehož data běží třicetidenní lhůta na připomínky.
Dokumentace, posudek a vyjádření slouží jako podklad pro závěrečné stanovisko, které vydává příslušný úřad a zasílá ho všem zúčastněným stranám. To může obsahovat soubor podmínek k prevenci, vyloučení, snížení nebo kompenzaci nepříznivých vlivů. Stanovisko slouží jako odborný podklad pro navazující řízení (např. územní, stavební). Bez něj nelze v navazujících správních řízeních vydat rozhodnutí. Správní úřad (např. stavební úřad) při svém rozhodování vždy bere v úvahu obsah stanoviska a jsou-li ve stanovisku uvedeny konkrétní požadavky týkající se ochrany životního prostředí, zahrne je do svého rozhodnutí; v opačném případě uvede důvody, pro které tak neučinil nebo učinil jen částečně. Platnost stanoviska je 7 let ode dne jeho vydání, a může být prodloužena o 5 let (a to i opakovaně), pokud nedošlo k podstatným změnám realizace záměru, podmínek v dotčeném území, k novým znalostem souvisejícím s věcným obsahem dokumentace a vývoji nových technologií využitelných v záměru.
Informační systém EIA/SEA v České republice provozuje Česká informační agentura životního prostředí (CENIA).